# Christian Albrecht Grothusen

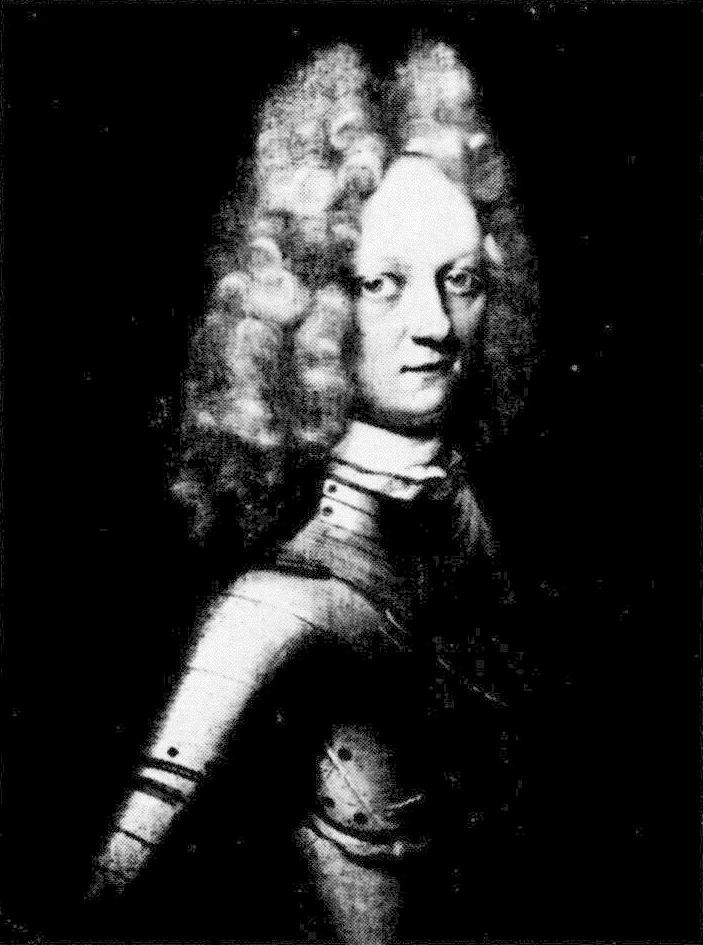
Christian Albrecht Grothusen.

Christian Albrecht Grothusen (Grotthus), född den 19 oktober 1680 i Slesvig, död 1715, var en svensk friherre och militär.
Grothusen blev fänrik 1697, överstelöjtnant 1703, överste och löjtnant vid drabanterna 1710 samt generalmajor vid kavalleriet 1715. Grothusens tapperhet och goda humor förvärvade honom under vistelsen i Turkiet Karl XII:s gunst och han utvecklade stor skicklighet i att låna upp pengar för kungens behov. Med lånevillkoren och redovisningen var han dock tämligen lättsinnig, även om han inte själv försökte sko sig på affärerna. Grothusen kom även att användas som diplomat i Turkiet. Han sårades dödligt i slaget vid Stresow på Rügen.